# Przedsiębiorstwo Usług Pasażerskich Czeladź
PUP Czeladź – logo wspólne dla dwóch firm z siedzibą w Czeladzi-Piaskach: Przedsiębiorstwa Usług Pasażerskich - działalności gospodarczej prowadzonej w oparciu o wpis na nazwisko Jerzy Sebzda oraz Sed-Baz Czeladź Sp. z o.o., używane przez każdą z nich odrębnie, albo wspólnie jako konsorcjum, w świadczeniu usług przewozowych w autobusowym transporcie miejskim na zlecenie KZK GOP. Siedziba oraz zajezdnia czeladzkiego PUP znajdowały się przy ulicy Wiosennej 35.

## Obsługiwane linie
Do 2011 PUP Czeladź obsługiwało następujące linie w sieci KZK GOP:
- 22 (trasa: Siemianowice Śląskie Rurownia – Michałkowice – Maciejkowice – Chorzów Batory Pętla)
- 154 (trasa: Ligota Akademiki – Brynów – Katowice – Dąbrówka Mała – Sosnowiec Chemiczna)
- 600 (trasa: Katowice Klinika Okulistyczna – Katowice Osiedle Kukuczki Podhalańska)
- 601 (zawieszona od 11 listopada 2005 r.)
- 663 (trasa: Siemianowice Śląskie Powstańców Pętla – Michałkowice – Bytków – Chorzów Stary – Chorzów Batory Pętla)
- 664 (trasa: Siemianowice Śląskie Przełajka Pętla – Michałkowice – Węzłowiec – Chorzów – Siemianowice Śląskie Węzłowiec)
- 665 (trasa: odwrotna do 664)
- 672 (trasa: Wesoła Kopalnia – Murcki – Giszowiec – Katowice Dworzec PKP)
- 813 (trasa: Katowice Piotra Skargi – Sosnowiec – Będzin Osiedle Syberka)
- 814 (trasa: Katowice Piotra Skargi – Czeladź Piaski – Będzin – Dąbrowa Górnicza Gołonóg Dworzec PKP)
- 888 (trasa: Katowice Wita Stwosza – Katowice Dworzec PKP; zlikwidowana od 1 kwietnia 2008 r.)
- 900 (trasa: Czeladź Rynek – Piaski – Sosnowiec Dworzec PKP; zlikwidowana od 1 marca 2009 r.)

Powyższe linie objęto obsługą na podstawie umowy zawartej na początku 2005 roku po przeprowadzeniu postępowania przetargowego na świadczenie usług na okres 8 lat. W praktyce PUP świadczyło usługi przewozowe na rzecz KZK GOP od 1993 r. Na skutek niedochowywania przez konsorcjum warunków umowy (odwoływane kursy, tabor niezgodny z umową), w 2011 KZK GOP umowę wypowiedziało, a obsługę 9 linii obsługiwanych przez 31 pojazdów od 1 września 2011 przekazało innym operatorom. W efekcie zakres obsługi PUP Czeladź skurczył się do 4 linii z 10 wozami. W efekcie wypowiedzenia umowy, majątek przedsiębiorstwa (zajezdnię i 40 autobusów) wystawiono na sprzedaż.
Ponadto konsorcjum obsługiwało linie:
- 67 (trasa: Będzin Kościuszki – Dąbie – Góra Siewierska – Wojkowice – Czeladź – Będzin Kościuszki)
- 97 (trasa: Będzin Kościuszki – Dąbie – Strzyżowice – Wojkowice – Będzin Kościuszki)
- 140[1] (trasa: Dąbrowa Górnicza Urząd Pracy – Ząbkowice – Sikorka Pętla – Tucznawa OSP)
- 634[1] (trasa: Będzin Brata Alberta – Dąbrowa Górnicza – Strzemieszyce – Sławków Rynek)
- 637[1] (trasa: Dąbrowa Górnicza Urząd Pracy – Ząbkowice – Tucznawa – Chruszczobród – Gołuchowice – Siewierz Rynek)
- 809[1] (trasa: Będzin Kościuszki – Dąbrowa Górnicza – Huta Katowice – Łosień – Niegowonice – Grabowa Pętla)
- 880 (trasa: Katowice Dworzec PKP – Kochłowice – Ruda Śląska Bykowina Grzegorzka)
- 933 (trasa: Dąbrowa Górnicza Urząd Pracy – Gołonóg – Strzemieszyce – Sławków Rynek)

PUP Czeladź w apogeum rozwoju obsługiwało 18 linii autobusowych, w tym 3 linie przyspieszone.

## Tabor
| Typ autobusu                                         | Eksploatacja od                                      | przewóz osób na wózkach                              | Liczba |
| ---------------------------------------------------- | ---------------------------------------------------- | ---------------------------------------------------- | ------ |
| BMC Procity 250 SLF                                  | 2008                                                 | przewóz osób na wózkach                              | 1      |
| Jelcz 120MM/2                                        | 1999                                                 |                                                      | 3      |
| Jelcz M121I                                          | 2006                                                 | przewóz osób na wózkach                              | 1      |
| Jelcz M181M                                          | 2010                                                 | przewóz osób na wózkach                              | 4      |
| Jelcz M181MB                                         | 2010                                                 | przewóz osób na wózkach                              | 1      |
| MAN NL202                                            | 2004                                                 | przewóz osób na wózkach                              | 1      |
| MAN NL222                                            | 2001                                                 | przewóz osób na wózkach                              | 2      |
| MAN NL262                                            | 2005                                                 | przewóz osób na wózkach                              | 8      |
| MAN NG262                                            | 2011                                                 | przewóz osób na wózkach                              | 1      |
| MAN NG272                                            | 2004                                                 | przewóz osób na wózkach                              | 3      |
| MAN NG312                                            | 2008                                                 | przewóz osób na wózkach                              | 1      |
| Mercedes-Benz O405G                                  | 2008                                                 |                                                      | 2      |
| Solaris Urbino 12                                    | 2002                                                 | przewóz osób na wózkach                              | 1      |
| Volvo B10BLE                                         | 1998                                                 | przewóz osób na wózkach                              | 2      |
| Wszystkie pojazdy                                    | Wszystkie pojazdy                                    | Wszystkie pojazdy                                    | 32     |
| Udział autobusów niskopodłogowych i niskowejściowych | Udział autobusów niskopodłogowych i niskowejściowych | Udział autobusów niskopodłogowych i niskowejściowych | 88%    |

Ponadto tabor firmy składał się z autobusów marek Ikarus (260, 280), Jelcz (PR110M, M11, 120M, M121M) oraz MAN (NL223, NM152).
Wszystkie pojazdy wyróżniały się niebiesko-granatowym malowaniem.
Spory odsetek pojazdów PUP stanowiły autobusy używane, kupowane od przedsiębiorstw z Polski i zagranicy. MAN NG272 nr tab. #12, kupiony od CVAG Chemnitz pod koniec 2004 roku, był pierwszym pojazdem przegubowym z niską podłogą w całej sieci KZK GOP.